# Anatoly Liberman
Anatoly Liberman (russisch Анатолий Симонович Либерман Anatoli Simonowitsch Liberman; * 10. März 1937 in Leningrad) ist ein russisch-amerikanischer anglistischer, germanistischer und skandinavistischer Linguist und Mediävist.
Nach dem Abitur 1954 studierte Liberman am Pädagogischen Institut Hertzen in Leningrad von 1954 bis 1959 Deutsch und Englisch mit dem Staatsexamen für Deutsch, Englisch und Pädagogik. Von 1962 bis 1965 studierte er an der Universität Leningrad Englisch und Germanische Philologie, 1962 erhielt er dort den Magistergrad für Englisch und Germanische Sprachen. Von 1965 bis 1975 war er wissenschaftlicher Mitarbeiter der Akademie der Wissenschaften der UdSSR in Leningrad, 1965 wurde er dort promoviert, 1972 erfolgte die Habilitation. 1975 emigrierte er in die USA und wurde Professor für Germanische Philologie an der University of Minnesota.

## Schriften (Auswahl)
- Среднеанглийское удлинение гласных в открытом слоге с фонологической точки зрения. Leningrad 1965, (Dissertation; Mittelenglische Vokalverlängerung in einer offenen Silbe aus phonologischer Sicht.).
- Просодика исландского языка. (Синхрония, типология, диахрония). Leningrad 1972, (Dissertation = Habilitations-Schrift; Prosodie der isländischen Sprache. (Synchronie, Typologie, Diachronie).).
- In Prayer and Laughter. Essays on medieval Scandinavian and Germanic Mythology, Literature, and Culture. Paleograph Press, Moskau 2015, ISBN 978-5-89526-027-2.